# PGC 62086
LEDA/PGC 62086, auch UGC 11285, ist eine spiralförmige Radiogalaxie vom Hubble-Typ Sd im Sternbild Herkules am Nordsternhimmel. Sie ist schätzungsweise 209 Millionen Lichtjahre von der Milchstraße entfernt und hat einen Durchmesser von etwa 120.000 Lichtjahren. Vom Sonnensystem aus entfernt sich das Objekt mit einer errechneten Radialgeschwindigkeit von näherungsweise 4.500 Kilometern pro Sekunde.
Im selben Himmelsareal befinden sich unter anderem die Galaxien NGC 6658, NGC 6660, PGC 62097, PGC 1662795.